# 内藤勇耶
内藤 勇耶（ないとう ゆうや、1994年1月27日 - ）は、元財務官僚。東京都世田谷区出身。

## 来歴

### 生い立ち
東京大学法学部を卒業後、財務省に入省した。都市部での少子化対策などデータ分析に基づく予算立案に携わった。

### 世田谷区長選挙への出馬
2023年8月、財務省を退職した。2月19日に会見で世田谷区長選挙に東京23区の候補者では最年少の29歳で出馬を表明した。公約にはネーミングライツの活用など「稼ぐ区政」への転換や、民間事業者との提携で世田谷区庁舎の建て替えにかかる400億円を捻出し子育て政策などにあてることなどを掲げ、自由民主党、日本維新の会の推薦という異例の態勢で臨んだが、現職で4選を狙う保坂展人との一騎打ちに42192票差で敗れた。

### 選挙結果
投開票の結果、現職の保坂が当選を果たした。投票率は前回を上回った。
※当日有権者数：人 最終投票率：46.10%（前回比：3.08pts）
| 候補者名 | 年齢 | 所属党派 | 新旧別 | 得票数    | 得票率 | 推薦・支持               |
| -------- | ---- | -------- | ------ | --------- | ------ | ------------------------ |
| 保坂展人 | 67   | 無所属   | 現     | 186,553票 | 55.86% |                          |
| 内藤勇耶 | 29   | 無所属   | 新     | 147,361票 | 44.13% | 自由民主党・日本維新の会 |